# Канадарм2

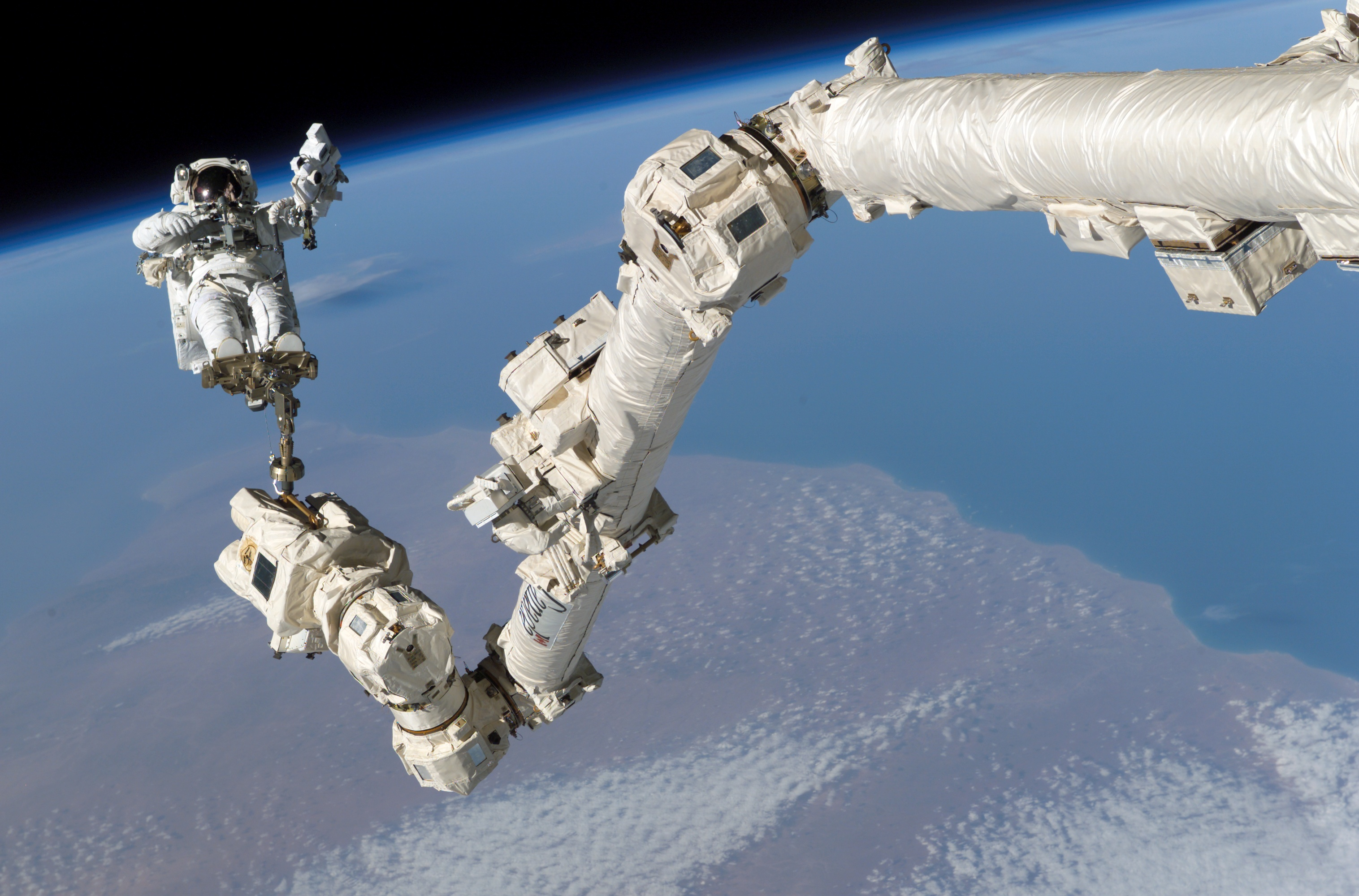
Астронавт Стивен Робинсон, удерживаемый системой Канадарм2. Задание STS-114. 3 августа 2005 года

Канадарм2 (англ. Canadarm2) — передвижная обслуживающая система (робототехнический комплекс и связанное с ним оборудование), находящаяся на Международной космической станции. Выполняет ключевую роль при сборке и обслуживании станции: перемещает оборудование и материалы в пределах станции, помогает космонавтам работать в открытом космосе и обслуживает инструменты и другую полезную нагрузку, находящиеся на поверхности станции. Космонавты проходят специальное обучение работе на Канадарм2. Была запущена в 2001 году.
Незадолго до 12 мая 2021 года в Канадарм2 попал небольшой осколок орбитального мусора, повредивший его тепловые одеяла и одну из стрел. На его работу, по-видимому, это не повлияло.

## Описание

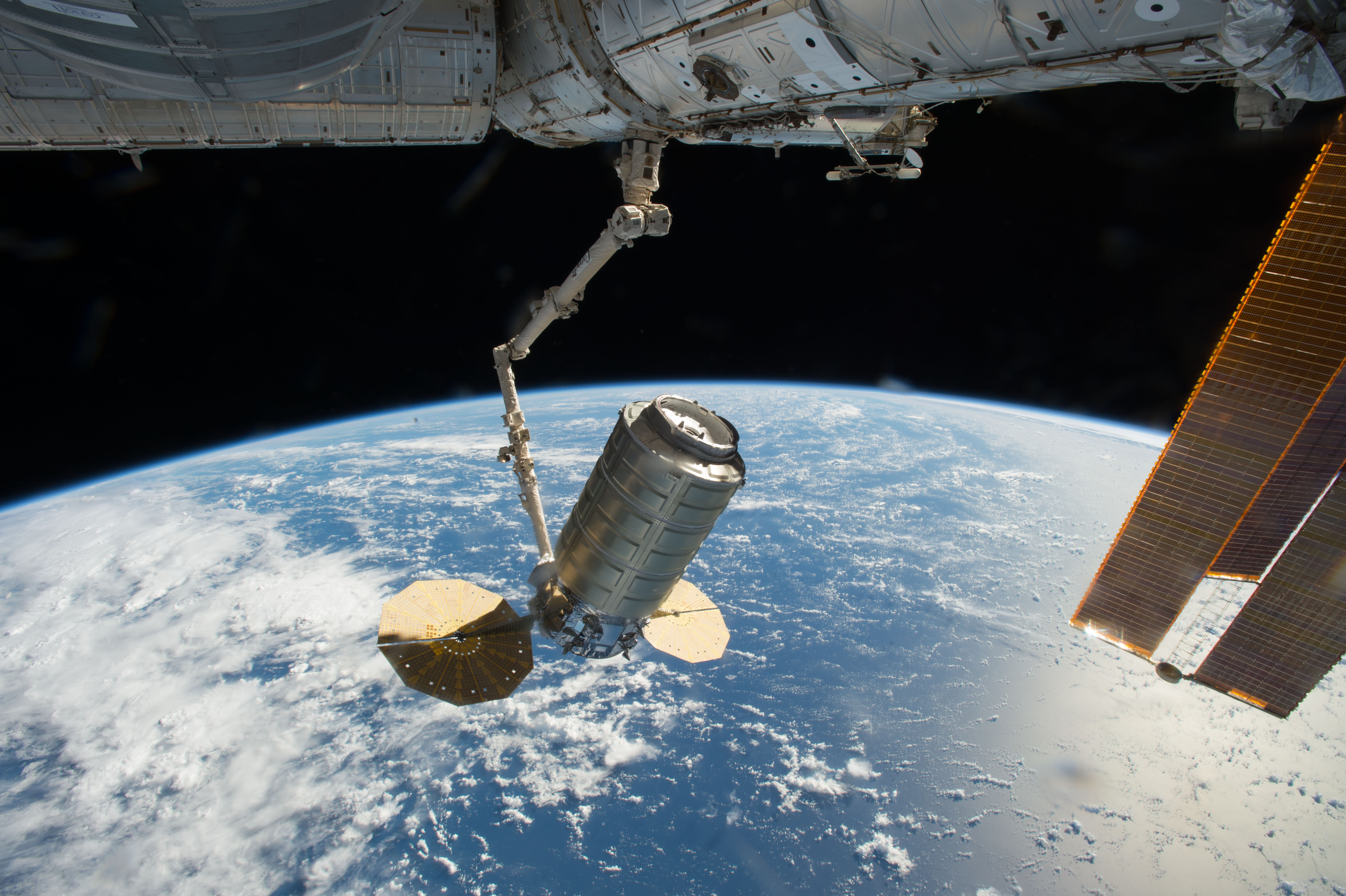
Канадарм2 захватывает грузовой корабль Cygnus CRS OA-5 в конце 2016 года

В передвижную обслуживающую систему входит рука, называемая Space Station Remote Manipulator (SSRMS), в переводе на русский — «дистанционный манипулятор космической станции», Mobile Remote Servicer Base System, а также Special Purpose Dexterous Manipulator («Гибкий манипулятор специального назначения»), известный также как Декстр. Система может перемещаться по рельсам, расположенным на ферменных конструкциях с помощью тележки транспортёра.
Передвижная обслуживающая система спроектирована и изготовлена компанией MDA Space Missions (ранее называемой MD Robotics, а ещё ранее SPAR Aerospace) как вклад Канадского космического агентства в МКС.

## В культуре
- Канадарм был изображён на купюре в 5 канадских долларов в 2013 году[3].